# Schroeder Peak
Der Schroeder Peak ist ein 2230 m hoher Berg in der antarktischen Ross Dependency. In den Churchill Mountains ragt er 6 km nordwestlich des Mount Kopere in der Cobham Range auf.
Der United States Geological Survey kartierte ihn anhand eigener Vermessungen und Luftaufnahmen der United States Navy aus den Jahren von 1960 bis 1962. Das Advisory Committee on Antarctic Names benannte ihn im Jahr 1966 nach James E. Schroeder, Glaziologe des United States Antarctic Research Program, der von 1959 bis 1960 auf der Station Little America V tätig war.